# Ръылькывеем
Ръылькыве́ем (Релькувеем) — река на Дальнем Востоке России, протекает по территории Чаунского района Чукотского автономного округа. Длина реки — 58 км.
Вероятный перевод названия с чукот. — «илистая порожистая река».
Берёт истоки с северных склонов Ичувеемского хребта, впадает в Кэвеем слева.
В бассейне реки имеются запасы россыпного золота. Вдоль русла Ръылькывеема в верховьях проходила трасса автозимника Комсомольский—Красноармейский.
Притоки: Стрелка, Чёрный, Мурашка, Солнечный, Кварцевый, Холодный, Перевалочный, Кривой, Пологий.